# 라틴 스페인어

남아메리카 국가들(*수리남, 가이아나는 스페인어를 사용하지 않음)

라틴 스페인어는 남아메리카 대륙에서 사용되는 스페인어이다. 아르헨티나, 코스타리카, 볼리비아, 쿠바, 칠레, 콜롬비아, 페루, 에콰도르, 엘살바도르, 우루과이, 과테말라, 온두라스, 멕시코, 도미니카 공화국, 니카라과, 파나마, 파라과이, 페루 및 베네수엘라와 같은 국가에서 이 언어를 공용어로서 사용되고 있다. 또한 이런 지역에서는 스페인의 스페인어와는 다른 부분이 존재하기도 한다.